# Noel Gay
Noel Gay (15 de julio de 1898 - 4 de marzo de 1954) fue un exitoso compositor británico de música popular de las décadas de 1930 y 1940.
Nació como Reginald Moxon Armitage. También usó profesionalmente el nombre de Stanley Hill.
Su producción comprende 45 canciones, así como la música de 28 películas y 26 espectáculos londinenses. Sheridan Morley ha comentado que él fue 'lo más cerca que Gran Bretaña estuvo de un Irving Berlin local'. Es conocido por el musical Me and My Girl.

## Primeros años
Armitage nació en Wakefield, Yorkshire, Inglaterra. Fue educado en la Queen Elizabeth Grammar School antes de obtener una beca a la edad de 15 años para asistir al Royal College of Music de Londres, después de lo cual asistió a la universidad. Dotado de un precoz talento, había sido adjunto del director de coro de la catedral de Wakefield desde la edad de ocho años, convirtiéndose en organista adjunto honorario a los doce. LLegó a ser director musical y organista en la iglesia de Santa Ana en el distrito del Soho de Londres a la edad de dieciocho, antes de un breve período de servicio militar durante la Primera Guerra Mundial y estudiando posteriormente en el Christ's College de Cambridge.

## Carrera
Mientras estaba en Cambridge, el interés de Armitage por la música y composición religiosa decayó a medida que crecía por la comedia musical. Comenzó a escribir canciones populares, usando el nombre artístico de Noel Gay. Según Morley, el nombre se deriva 'de un cartel que leyó en un autobús de Londres en 1924: 'NOEL Coward y Maisie GAY en una nueva revista'. Su seudónimo de Stanley Hill fue utilizado de vez en cuando para su trabajo más sentimental. Después de contribuir a revistas como Stop Press, se le encargó escribir la partitura completa y la letra de la revista de 1926 del actor André Charlot. Su siguiente espectáculo fue Clowns in Clover, protagonizado por Cicely Courtneidge y Jack Hulbert, un equipo de mujer y marido de la época.
La carrera de Gay floreció debido a su talento para escribir melodías populares y pegadizas en estilos que van desde el music hall hasta la opereta.
Su espectáculo más famoso, para el que contribuyó con la música pero no con la letra, fue Me and My Girl. El estreno fue en 1937 en el Victoria Palace Theatre de Londres y, después de un comienzo inestable, ganó popularidad cuando la BBC lo transmitió en vivo por radio el 13 de enero de 1938. Fue protagonizado por Lupino Lane como Bill Snibson y tuvo 1.646 funciones. La canción más popular fue The Lambeth Walk, que tiene la particularidad de ser la única canción popular que es el tema de un editorial en The Times. En octubre de 1938, en uno de sus editoriales se leía: 'Mientras los dictadores se enfurecen y los estadistas hablan, toda Europa baila - al ritmo de The Lambeth Walk'. El espectáculo fue revivido en 1952 y nuevamente en 1984, cuando el libreto fue revisado por Stephen Fry y llegó a incluir algunas de las propias canciones de Gay. Esta última producción estuvo en cartel durante ocho años, inicialmente en el Haymarket Theatre de Leicester y luego en el Adelphi Theatre de Londres, antes de salir de gira por Gran Bretaña y trasladarse al circuito de Broadway.
Gay se dedicó a escribir canciones para revistas del grupo Crazy Gang y para artistas estrella como Gracie Fields, el dúo Flanagan y Allen o George Formby, además de escribir canciones populares de la Segunda Guerra Mundial como Run Rabbit Run (con letra de Ralph Butler). Escribió dos canciones para la comedia cinematográfica Save a Little Sunshine de 1938.
Después de la guerra, su producción musical disminuyó y se concentró más en la producción, en parte debido al aumento de su sordera y también porque la moda de las canciones alegres con temas cockney estaban en decadencia.
Creó en 1938 la Noel Gay Music, como un vehículo comercial. Ahora forma parte de la Noel Gay Organisation (Organización Noel Gay), que incluye divisiones de televisión y teatro y es una importante agencia británica del mundo del espectáculo, bajo el control de su familia.
Su hijo, Richard Armitage, creó la agencia Noel Gay Artists y se convirtió en un influyente agente de talentos.

## Obras seleccionadas
- Jack O'Diamonds, 1935.
- Me and My Girl, 1937.	Versión cinematográfica como The Lambeth Walk, 1939.
- The Love Racket, 1943.
- Bob's Your Uncle, 1948.

## Bibliography
- Dickinson, Stephen (1999). Marigold: The Music of Billy Mayerl. Oxford: Oxford University Press.
- Ganzl, Kurt (1986). The British Musical Theatre. Oxford: Oxford University Press.

- Datos: Q1261012